# Homicide
Homicide (Originaltitel Homicide: Life on the Street) ist eine US-amerikanische Krimiserie. Ab 1993 zeigte sie sechs Jahre lang die Arbeit einer Polizeiabteilung in Baltimore, die Gewaltverbrechen bearbeitet. Dabei basierte sie auf dem Sachbuch Homicide: A Year on the Killing Streets von David Simon, der echte Polizeibeamte in Baltimore begleitete.

## Inhalt
Entgegen der sachlichen Darstellung der Polizeiarbeit etwa bei Law & Order wird bei Homicide ein Einblick in das alltägliche Leben von Amerikanern gegeben. Vor allem wird Wert auf realistische Darstellung der Menschen gelegt, ihrer Verhaltensformen und Persönlichkeiten, wodurch die Serie auch starke dramatische Züge annimmt, wenn etwa die Auswirkungen der Arbeit auf die Polizisten geschildert werden. Auch hat die Serie sehr viele sehr genau gezeichnete Nebenfiguren.
Deshalb gehört Homicide in einer Reihe mit Law & Order und NYPD Blue zu den Serien Anfang der 1990er Jahre, die eine Modernisierung der Krimiserien bezüglich einer wirklichkeitsnahen Darstellung von Polizeiarbeit bewirkten.

## Hintergrund
| Figur                                             | Darsteller         | Deutscher Sprecher  |
| ------------------------------------------------- | ------------------ | ------------------- |
| Det. Beauregard „Beau“ Felton (1993–1995)         | Daniel Baldwin     | Stefan Fredrich     |
| Det. Stanley „Stan“ Bolander (1993–1995)          | Ned Beatty         | Eberhard Mellies    |
| Det. John Munch                                   | Richard Belzer     | Joachim Tennstedt   |
| Det. Francis Xavier „Frank“ Pembleton (1993–1998) | Andre Braugher     | Charles Rettinghaus |
| Det. Michael Scott „Mike“ Kellerman (1995–1998)   | Reed Diamond       | Nicolas Böll        |
| Special Agent Mike Giardello (1998–1999)          | Giancarlo Esposito |                     |
| Eva Thormann (1993–1997)                          | Edie Falco         |                     |
| Dr. Julianna Cox, CME (1996–1998)                 | Michelle Forbes    |                     |
| Det. Stuart Gharty (1997–1999)                    | Peter Gerety       | Frank Ciazynski     |
| Lt./Capt./Det. Megan Russert (1994–1996)          | Isabella Hofmann   | Liane Rudolph       |
| Det. Meldrick Lewis                               | Clark Johnson      | Elmar Gutmann       |
| Lt. Al „Gee“ Giardello                            | Yaphet Kotto       | Helmut Krauss       |
| Det./Sgt. Kay Howard (1993–1997)                  | Melissa Leo        | Petra Barthel       |
| Det. Terri Stivers (1996–1999)                    | Toni Lewis         |                     |
| Det. Rene Sheppard (1998–1999)                    | Michael Michele    | Kathrin Simon       |
| J.H. Brodie (1995–1997)                           | Max Perlich        | Dennis Schmidt-Foß  |
| Det. Steve Crosetti (1993–1994)                   | Jon Polito         | Gerhard Paul        |
| Det. Theresa Walker (1995)                        | Gloria Reuben      | Ghadah Al-Akel      |
| Det. Timothy „Tim“ Bayliss                        | Kyle Secor         | Peter Flechtner     |
| Det. Paul Falsone (1997–1999)                     | Jon Seda           | Philipp Moog        |
| Sister Dyanne Attwood (1998)                      | Leslie Silva       |                     |
| Det. Laura Ballard (1997–1999)                    | Callie Thorne      |                     |
| Beatrice Crosetti (1994)                          | Heather Brown      | Ranja Bonalana      |

Die deutsche Fassung entstand bei der Berliner Synchron. Bernd Rumpf schrieb die Dialogbücher und führte die Dialogregie. Im Auftrag von Vox wurden Staffeln 1 bis 4 übersetzt. 2000 knüpfte Homicide: Der Film an die Serie an. Die ersten 13 Folgen sind als erste Staffel am 2. Dezember 2011 auf DVD veröffentlicht worden. Der erste Teil der dritten Produktions-Staffel ist als Staffelbox 2.1 am 3. Februar 2012 auf DVD erschienen.
Det. John Munch (Richard Belzer) hatte in der Serie Akte X einen Gastauftritt. Die dritte Folge der fünften Staffel spielte in Philadelphia, in der er versuchte einen mysteriösen Mordfall zu klären. Dabei befragt er die Charaktere Agent Mulder sowie dessen Freunde, Die einsamen Schützen. Nach dem Serienaus von Homicide wechselte der Charakter mit gleichem Darsteller in die „Special Victims Unit“ von Law & Order: Special Victims Unit. Bereits vor seinem Wechsel spielte Belzer bei einem Crossover der beiden Serien in der 13. Folge der 6. Staffel von Law & Order die Rolle des Baltimorer Detectives John Munch. 